# ناحیه کرناز
ناحیه کرناز (به عربی: ناحیة کرناز) یک ناحیه در سوریه است که در منطقه محرده واقع شده‌است. ناحیه کرناز ۲۵٬۰۳۹ نفر جمعیت دارد.